# Тобольская улица (Санкт-Петербург)
Тобо́льская улица — улица в Выборгском районе Санкт-Петербурга. Проходит от Большого Сампсониевского до Лесного проспекта.

## История
Тобольская улица получила название 6 февраля 1905 года по городу Тобольску.

## Достопримечательности
- Поликлиническое отделение № 13 (дом 4) - обособленное структурное подразделение СПб ГБУЗ "Городская поликлиника №14"
- СПб ГКУЗ "Диагностический центр (медико-генетический)" (дом 5)